# Ходаніцький Андрій Миколайович
Андрі́й Микола́йович Ходаніцький (нар. 11 червня 1996, Явтухи, Деражнянський р-н — 30 квітня 2022, Попасна, Луганська область) — старший солдат Збройних сил України, механік-водій 2-го механізованого відділення 3-го механізованого взводу, 5-та механізована рота, 2-го механізованого батальйону, ВЧ А0998. Учасник російсько-української війни. З 2017 року учасник АТО. Нагороджений орденом «За мужність» III ступеня (посмертно).

## Життєпис
Андрій Ходаніцький народився 11 червня 1996 року в селі Явтухи Деражнянського району Хмельницької області у багатодітній родині.
Батько, Микола Васильович, був майстровитою людиною. Мати, Олена Михайлівна, все життя працювала дояркою, відзначена званням Мати-героїня. Після смерті батька уся відповідальність за родину лягла на плечі Андрія.
Після закінчення Явтухівської школи Ходаніцький Андрій навчався у Державному навчальному закладі «Барський професійний будівельний ліцей» по професії «Муляр. Штукатур. Монтажник систем утеплення будівель» у групі № 17 з 2011 по 2014 роки.
З 2017 року Андрій був учасником АТО, а з 24 лютого 2022 року став на захист Батьківщини.
Загинув Андрій 30 квітня 2022 року у місті Попасна Луганської області, ворожа міна обірвала його життя.
Без Андрія залишилися мати та шестеро старших братів і сестер.
Похований у селі Явтухи Деражнянської ТГ.

## Нагороди та вшанування
За особисту мужність і героїзм, виявлені у захисті державного суверенітету та територіальної цілісності України, вірність військовій присязі під час російсько-української війни, відзначений — нагороджений:
- орденом «За мужність» III ступеня (30 червня 2022, посмертно).[3]